# Songs from the Last Century
"Songs from the Last Century" (español: Canciones del Último Siglo) es un álbum de versiones cover por el cantante George Michael y el aclamado productor Phil Ramone, lanzado en diciembre de 1999. Se compone principalmente de viejos estándares, además de nuevas interpretaciones de canciones populares más recientes, como "Roxanne" (original de The Police) y "Miss Sarajevo" (original de U2 con Luciano Pavarotti).

## Historia
Este álbum es el único en el catálogo de toda la carrera en solitario de George Michael que todavía no han alcanzado el # 1 en el UK Albums Chart, llegando al # 2 en su lugar. Se mantuvo fuera del primer puesto por Come on Over de Shania Twain (el álbum más vendido de la década de 1990).
Este álbum de covers tiene el éxito "Roxanne" de The Police, el cual George realizó un video en vivo, filmado en Ámsterdam, en el llamado Barrio Rojo, con la gente común, no actores, que realmente viven sus vidas en la calle.
Otra versión existe en la canción abridora del disco, "Brother, Can You Spare a Dime?", cantada por George con el popular tenor italiano Luciano Pavarotti, , uno de sus famosos espectáculos en vivo "Pavarotti and Friends", y luego fue incluido en el sencillo del 2006 " An Easier Affair ", la primera canción en ser tocada de la triple edición del álbum de grandes éxitos Twenty Five del mismo año de Michael, que también contiene la presentación en vivo en el CD de la tercera edición limitada, "For the Loyal".

## Lista de canciones
1. "Brother, Can You Spare a Dime?" - 4:22
2. "Roxanne" - 4:11
3. "You've Changed" - 4:25
4. "My Baby Just Cares for Me" - 1:45
5. "The First Time Ever I Saw Your Face" - 5:19
6. "Miss Sarajevo" - 5:11
7. "I Remember You" - 4:12
8. "Secret Love" - 2:39
9. "Wild Is the Wind" - 4:02
10. "Where or When" / "It's Alright with Me" (Instrumental) (Hidden track) - 7:00

- Datos: Q2298968